# 班丁破礁
，位于南沙群岛南部，是隸屬於巴丁宜阿里暗沙群的一個暗礁。班丁破礁位于马来西亚美里以北82海里的专属经济区，现为砂拉越鲁克尼亚暗沙国家公园的一部分，也是全马最大的海洋保护区之一。班丁破礁现由马来西亚政府实际控制，中華人民共和國政府和中華民國政府亦声称拥有其主权，附近海域有馬來西亞和中华人民共和国海警船長期巡逻及监控。
班丁破礁是南康暗沙中部的一个破浪礁，地处潭门礁西南约3海里。礁上有一個面積約80公尺的沙洲形成。原為暗礁，現已生長成一個低潮時高出水面十餘公尺的小型島，長170多米，寬約20多米，最大高潮时也高出水面2－3米，长60来米，宽10多米。中国声称瓊台礁為其最南端的陸地領土，距离中国聲索的领土最南端詹姆士暗沙（曾母暗沙）只有117公里，並且是南康暗沙中唯一露出水面的島礁。

## 名稱
美国地名委员会使用的名称为Luconia Breakers（魯克尼亞破礁），马来西亚称为Hempasan Bantin（班丁破礁），中国则称琼台礁。
1935年中华民国水陆地图审查委员会审定公布《中国南海各岛屿华英地名对照一览表》，Luconia Breakers并不在列。1947年中华民国内政部公布的《南海诸岛新旧名称对照表》也是如此。1983年中华人民共和国中国地名委员会公布的《我国南海诸岛部分标准地名》，则使用了“琼台礁”的名称。
马来西亚使用的「班丁」（Bantin）之名，来自19－20世纪之交的砂拉越伊班族领袖。班丁曾带领伊班族人反抗砂拉越英國白人拉惹政權布洛克王朝，最终于1932年逝世。

## 历史
英国东印度公司的苏格兰籍船长、英国皇家学会会员詹姆斯·霍尔斯伯格的《印度指南》，全称《东印度，中国，澳大利亚，好望角及巴西航行与中间港口指南》（India directory, or, Directions for sailing to and from the East Indies, China, Australia, Cape of Good Hope, Brazil, and the interjacent ports）于1836年出版，书中记述了英国船海馬號（Sea Horse）和呂宋號（Luconia）分别于1776年和1803年，在婆罗洲离岸最西處發現暗礁群。呂宋號在北纬4°57’，东经112°28’的方位发现一干滩（“干”指没有珊瑚），暗礁水深1.5英寻。「吕宋号破浪礁」或「魯克尼亞破礁」（Luconia Breakers）由此得名。
2013年，马来西亚在琼台礁上修建小型灯标助航设施以宣示主权。同年10月，中國海警登岛予以拆除。2015年6月，馬來西亞海軍和中國海警船隻在該水域對峙，同月马来西亚首相署部长亲临南康暗沙的琼台礁，进行巡视及空中监视停泊的中国海警船。2015年8月，马来西亚参与澳大利亚墨爾本子爵號（Viscount Melbroune）英國舊货船遗址72小时数据收集海底考古队伍，并进入在38公尺海床及南康暗沙的琼台礁上直立马来西亚国旗。目前，馬來西亞海軍和中國海警皆派船在琼台礁附近水域巡邏。

## 参阅
- 南康暗沙
- 鲁克尼亚暗沙群